# Quirinópolis
Quirinópolis é um município brasileiro do interior do estado de Goiás, Região Centro-Oeste do país. Pertencente ao sul goiano e à microrregião homônima, localiza-se ao sudoeste de Goiânia, capital do estado, distando desta cerca de 285 km. Estima-se que em 2024 que o município possui cerca de 49 986 habitantes. 
Ocupando uma área de 3 789,084 km², sua área territorial representa 1.1115 % da área do estado, 0.2362 % da área da Região Centro-Oeste e 0.0445 % da área do Brasil. Do total de sua área, 7,8955 km² estão em perímetro urbano. 84,42 % de sua população vive em área urbana, sendo que 15,58 % vive na zona rural.

## Etimologia
Quirinópolis recebeu este nome em homenagem a José Quirino, um dos desbravadores da região do sudoeste goiano. José Quirino chegou à localidade no início do século XIX, quando esta região era completamente desabitada. A alteração no nome da cidade foi aprovada pelo Decreto Lei Estadual nº 17, de 24 de fevereiro de 1931.

## Geografia
O município de Quirinópolis está localizado no estado de Goiás, na Mesorregião do Sul Goiano e Microrregião de mesmo nome, a uma latitude 18° 26' 54" S", longitude 50° 27' 06" W, a uma altitude média de 541 metros e a uma distância média de 285 quilômetros da capital do estado. Sua área total é de 3 789,084 km², onde apenas 7,8955 são de perímetro urbano. Essa área total do município representa 1.1115 % da área do estado de Goiás, 0,2362 % da Região Centro-Oeste do Brasil e 0,0445 % de todo o território brasileiro.
Seus municípios limítrofes são Bom Jesus de Goiás, Castelândia, Rio Verde, Cachoeira Alta, Paranaiguara e Gouvelândia, além do município mineiro de Santa Vitória.
Divisão territorial
Além da sede municipal, o município possui o seguinte povoado: Denislópolis – distante 18 km da sede, com 67 domicílios ocupados apresentando uma população de 495 habitantes.
Subdivisões de Quirinópolis
Bairros: Alvorada I e II, Alexandrina, Alphaville, Bom Jesus, Colina da Serra, Chico Junqueira, Empresarial, Esmeralda, Flamboyant, Gov. Henrique Santillo, Hélio Leão I, II e III, Joaquim Quirino, Morada Nova, Morada do Sol,  Morumbi, Municipal, Onicio Resende, Pecuária, Pedro Cardoso, Rio das Pedras, São Francisco, Santana, Sodino Vieira, Talismã e Tônico Bento.
Conjuntos, Jardins e Villas: Capelinha, Promissão, Rio Preto; Bom Pastor, Mata do Ipê, Mello, Santa Clara, Santo Antônio, Sol Nascente, Paraíso, Planalto, Primavera, Progresso, Vitória I e II; Feliz e Parreira.
Loteamentos e Condomínio: Avangarden, Athenas, Flores, Lisboa, Granville, Portal do Lago, São Lourenço e Viena.                      
Distância de algumas cidades do país
Quirinópolis tem as seguintes distâncias de algumas cidades do país: Goiânia (285 km), Brasília (416 km), Goiatuba (195 km), Anápolis (348 km), Rio Verde (101 km), Jataí (204 km), Ituiutaba (207 km), Uberlândia (288 km), Uberaba (376 km), Araxá (456 km), Ribeirão Preto (540 km), São José do Rio Preto (377 km), Manaus (2.634 km), Belo Horizonte (720 km), São Paulo (750 km) e Rio de Janeiro (1.100 km). Campo Grande (600 km),

## Infraestrutura

### Saúde
O município possuía, em 2009, um total de 21 estabelecimentos de saúde, sendo 9 deles de caráter privado e 12 públicos municipais entre hospitais, pronto-socorros, postos de saúde e serviços odontológicos. Neles haviam 134 leitos para internação. Em 2014, 99% das crianças menores de 1 ano de idade estavam com a carteira de vacinação em dia, um aumento de 7,4% em relação ao ano de 2000, quando registrou-se 92,6% no mesmo segmento. Foram registrados 702 nascidos vivos em 2014, ao mesmo tempo que o índice de mortalidade infantil foi de 14,3 óbitos de crianças menores de cinco anos de idade a cada mil nascidos vivos. Conforme dados de 2010 do Programa das Nações Unidas para o Desenvolvimento (PNUD), 2,75% das mulheres de 10 a 17 anos tiveram filhos, sendo 0,94% delas entre 10 e 14 anos, enquanto a taxa de atividade nesta mesma faixa etária foi de 12,08%. 97,1% das crianças menores de 2 anos de idade foram pesadas pelo Programa Saúde da Família em 2014, com 0,2% delas apresentando estado de desnutrição.

## Demografia

### Religião
População residente por religião (Censo 2000)
- Católicos - 28.691
- Evangélicos e Presbiterianos - 3.863
- Sem religião - 2.844
- Espíritas - 747
- Testemunhas de Jeová - 165
- Candomblecistas - 28

## Política

### Administração
De acordo com a Constituição de 1988, Quirinópolis está localizada em uma república federativa presidencialista. Foi inspirada no modelo estadunidense, no entanto, o sistema legal brasileiro segue a tradição romano-germânica do Direito positivo. A administração municipal se dá pelo poder executivo e pelo poder legislativo.
O Poder executivo é representado pelo prefeito e gabinete de secretários, em conformidade ao modelo proposto pela Constituição Federal. O Poder legislativo é constituído à câmara, composta por 13 vereadores eleitos para mandatos de quatro anos, em observância ao disposto no artigo 29 da Constituição. Cabe à casa elaborar e votar leis fundamentais à administração e ao Executivo, especialmente o orçamento participativo (Lei de Diretrizes Orçamentárias). O município de Quirinópolis se rege por leis orgânicas.
O atual prefeito de Quirinópolis é Anderson de Paula, filiado ao Partido Democrático Trabalhista (PDT) e a vice-prefeita é Nicolina Maria da Costa Pereira, membro do União Brasil (UB). Há 60 anos, Quirinópolis é sede de uma Comarca. De acordo com o TSE (Tribunal Superior Eleitoral), o município possuía em 2024 cerca de 35 529 eleitores.

## Cultura

### Comidas típicas
A ‘Chica Doida’, uma iguaria assada, a base de milho verde, é a estrela principal do festival. Entre as novidades, além da degustação de vários pratos, estão o concurso gastronômico ‘A Chica mais Doida’.

### Clima
O clima de Quirinópolis é mesotérmico e subúmido com temperatura média anual é de 21 °C, podendo ter como máxima 40,5 °C no verão e máxima de 28 °C/30 °C no inverno.